# الیور پیج
الیور پیج (انگلیسی: Oliver Pagé؛ زادهٔ ۱۰ آوریل ۱۹۷۱) بازیکن فوتبال اهل آلمان است.
از باشگاه‌هایی که در آن بازی کرده‌است می‌توان به باشگاه فوتبال دینامو درسدن، باشگاه فوتبال بایر ۰۴ لورکوزن، و باشگاه فوتبال روت‌وایس اسن اشاره کرد.